# 我吃了那男孩一整年的早餐
《我吃了那男孩一整年的早餐》（英語：My Best Friend's Breakfast）是一部於2022年上映的台灣校園愛情電影，作家尾巴Misa所寫的同名小說取材自Dcard論壇真實故事的改編。由杜政哲自編自導，周興哲、李沐、宋柏緯、何思靜、婁峻碩、林鶴軒主演。

## 角色

### 主要角色
| 演員   | 角色   |
| ------ | ------ |
| 李沐   | 項微心 |
| 周興哲 | 陶宥全 |
| 宋柏緯 | 張元碩 |
| 何思靜 | 方琦然 |
| 婁峻碩 | 管浩威 |
| 林鶴軒 | 唐忠獻 |
| 葛丞   | 何寶隆 |
| 洪于晴 | 葉可亞 |

### 特別演出
| 演員   | 角色             |
| ------ | ---------------- |
| 陳淑芳 | 陶奶奶           |
| 子育   | 陶媽媽           |
| 李霈瑜 | 項微心（15年後） |
| 林柏宏 | 陶宥全（15年後） |
| 邱凱偉 | 項逸達           |
| 劉品言 | 孫勵晴           |
| 周予天 | 班聯會會長       |
| 方志友 | 福利社姊姊       |
| 吳以涵 | 項微心（兒時）   |
| 陳彥廷 | 游泳隊隊員       |
| 李悠   | 羅亞欣           |
| 黃禮豐 | 李奎安           |
| 張俐晴 | 趙丹丹           |
| 洪毓璟 | 麵攤隔壁桌客人   |
| 鄭宇翔 | 游泳隊同學       |

## 發行
2022年1月6日宣布，電影於1月28日由華映娛樂發行，同日於台灣及新加坡（由Clover Films及Golden Village聯合發行）上映，馬來西亞於1月31日上映（由GSC Movies發行），而香港則因應新冠肺炎疫情影響的防疫措施因而，改於5月12日上映。
主要拍攝地點為國立屏北高中（劇中名為道齊高中）

### 票房
電影上映首日，台灣開票票房為600萬元新台幣，榮登當日全台票房冠軍。
| 上一届： 《金牌特務：金士曼起源》 | 2022年台北週末票房冠軍 第5週 | 下一届： 《月球隕落》 |

## 電影歌曲
| 曲别   | 歌名             | 演唱者 | 作詞           | 作曲   |
| 主題曲 | 想知道你在想什麼 | 周興哲 | 周興哲、吳易緯 | 周興哲 |
| 插曲   | 把你寫成我的歌   | 李沐   | 周興哲、吳易緯 | 周興哲 |
| 插曲   | 可是我只想喜歡你 | 宋柏緯 | 宋柏緯         | 宋柏緯 |

## 獎項紀錄
| 頒獎日期       | 類別                 | 獎項             | 入圍者／作品                           | 結果 |
| 2022年7月9日   | 台北電影獎           | 最佳新演員       | 李沐                                   | 提名 |
| 2022年11月19日 | 第59屆金馬獎         | 最佳新演員       | 周興哲                                 | 提名 |
| 2022年11月19日 | 第59屆金馬獎         | 最佳改編劇本     | 杜政哲                                 | 提名 |
| 2022年11月19日 | 第59屆金馬獎         | 最佳原創電影歌曲 | 《想知道你在想什麼》（周興哲、吳易緯） | 獲獎 |
| 2023年6月3日   | 2023年Hito流行音樂獎 | Hito電影主題曲   | 《想知道你在想什麼》                   | 獲獎 |

## 書籍
| 發售日期      | 書名                                    | 出版社   | 作者               | ISBN                   |
| 2022年2月21日 | 《我吃了那男孩一整年的早餐 電影劇照書》 | 尖端出版 | 華映娛樂、天際娛樂 | ISBN 978-626-3165-52-6 |

## 外部連結
- 我吃了那男孩一整年的早餐 （页面存档备份，存于） - Disney+
- 我吃了那男孩一整年的早餐的Facebook專頁
- 我吃了那男孩一整年的早餐的Instagram帳戶
- 互联网电影数据库（IMDb）上《我吃了那男孩一整年的早餐》的资料（英文）
- Box Office Mojo上《我吃了那男孩一整年的早餐》的资料（英文）
- 台灣電影網上《我吃了那男孩一整年的早餐》的資料（繁體中文）
- 開眼電影網上《我吃了那男孩一整年的早餐》的資料（繁體中文）
- 豆瓣电影上《我吃了那男孩一整年的早餐》的資料 （简体中文）